# Gelis belfragei
Gelis belfragei là một loài tò vò trong họ Ichneumonidae.